# Edy Andrey
Edy Andrey (* 3. Dezember 1946 in St. Ursen) ist ein Schweizer Badmintonspieler.

## Karriere
Edy Andrey gewann 1971 seinen ersten nationalen Titel in der Schweiz, wobei im Herrendoppel mit Hubert Riedo erfolgreich war. 1972 verteidigte er den Titel im Doppel und war zusätzlich auch im Mixed erfolgreich. Ein Jahr später siegte er erstmals im Einzel und erneut im Doppel. 13 weitere Titel folgten bis 1979.

## Sportliche Erfolge
| Saison | Veranstaltung                   | Disziplin    | Platz | Name                          |
| ------ | ------------------------------- | ------------ | ----- | ----------------------------- |
| 1971   | Schweizer Einzelmeisterschaften | Herrendoppel | 1     | Edy Andrey / Hubert Riedo     |
| 1972   | Schweizer Einzelmeisterschaften | Herrendoppel | 1     | Edy Andrey / Hubert Riedo     |
| 1972   | Schweizer Einzelmeisterschaften | Mixed        | 1     | Edy Andrey / Liselotte Blumer |
| 1973   | Schweizer Einzelmeisterschaften | Herrendoppel | 1     | Edy Andrey / Hubert Riedo     |
| 1973   | Schweizer Einzelmeisterschaften | Herreneinzel | 1     | Edy Andrey                    |
| 1974   | Schweizer Einzelmeisterschaften | Mixed        | 1     | Edy Andrey / Liselotte Blumer |
| 1974   | Schweizer Einzelmeisterschaften | Herrendoppel | 1     | Edy Andrey / Hubert Riedo     |
| 1974   | Schweizer Einzelmeisterschaften | Herreneinzel | 1     | Edy Andrey                    |
| 1975   | Schweizer Einzelmeisterschaften | Herreneinzel | 1     | Edy Andrey                    |
| 1975   | Schweizer Einzelmeisterschaften | Mixed        | 1     | Edy Andrey / Liselotte Blumer |
| 1975   | Schweizer Einzelmeisterschaften | Herrendoppel | 1     | Edy Andrey / Hubert Riedo     |
| 1976   | Schweizer Einzelmeisterschaften | Herreneinzel | 1     | Edy Andrey                    |
| 1976   | Schweizer Einzelmeisterschaften | Mixed        | 1     | Edy Andrey / Liselotte Blumer |
| 1977   | Schweizer Einzelmeisterschaften | Herreneinzel | 1     | Edy Andrey                    |
| 1977   | Schweizer Einzelmeisterschaften | Mixed        | 1     | Edy Andrey / Liselotte Blumer |
| 1978   | Schweizer Einzelmeisterschaften | Herreneinzel | 1     | Edy Andrey                    |
| 1978   | Schweizer Einzelmeisterschaften | Mixed        | 1     | Edy Andrey / Liselotte Blumer |
| 1979   | Schweizer Einzelmeisterschaften | Mixed        | 1     | Edy Andrey / Liselotte Blumer |